# Luigi Pera
Luigi Pera (Pisa, 1899 – Pisa, 13 febbraio 1969) è stato un ingegnere e architetto italiano.

## Biografia
Luigi Pera si laureò in ingegneria a Pisa nel 1925. Insegnò architettura tecnica e poi tecnica urbanistica alla facoltà di ingegneria della città e nell'anno accademico 1952-1953 assunse la direzione dell'Istituto di architettura e urbanistica, carica che mantenne fino alla morte.
Professionista attivo in tutta la Toscana, fu autore anche di numerosi scritti di architettura. Oltre a un progetto per l'ospedale di Volterra, si ricordano il progetto per il piano regolatore di Pisa e Marina di Pisa (1930), la Casa dello studente a Pisa (1932), la nuova sede della Scuola Reale di Ingegneria (1932-1937), con la parte decorativa curata da Federigo Severini, e le facciate laterali della chiesa di Santo Stefano dei Cavalieri (1935). Numerosi sono gli interventi nell'edilizia residenziale, sia pubblica che privata: due case semipopolari a Livorno e un isolato per civile abitazione, albergo diurno, autorimessa e fondaci, nell'ambito della sistemazione del centro della città (1934); progetto per nucleo popolare periferico in San Giusto a Pisa (1938); progetto di borgata periferica e case popolari in località Gagno, presso Pisa (1937); villa per la famiglia Jonasson a Pisa (1937-1938), villa Silicani a Querceto (1937).
Nel secondo dopoguerra si occupò del piano di ricostruzione della città di Pisa, eseguendo vari interventi urbanistici, fra cui la sistemazione del nodo fra Porta Nuova e la stazione di San Rossore, il nuovo accesso alla Stazione Centrale, l'isolamento della Fortezza di San Gallo, la sistemazione della piazza e dell'abbazia di San Zeno e la realizzazione di cavalcavia e snodi stradali. Fra il 1946 e il 1947 si occupò della ricostruzione e del restauro della chiesa di Santa Maria Maddalena. Negli stessi anni progettò la nuova sede della Banca Commerciale Italiana e poi di quella del Credito Italiano (1951-1953), entrambe a Pisa. Nel 1958 progettò due blocchi di case INA per soci della cooperativa edile L'Etruria a Volterra e il nuovo ospedale civile di Santa Maria Maddalena, sempre a Volterra.